# Bolculești, Argeș
Bolculești este un sat în comuna Valea Danului din județul Argeș, Muntenia, România.